# 린칭펑
린칭펑(중국어: 林清峰, 병음: Lín Qīngfēng, 한자음: 이청봉, 1989년 1월 26일~)은 중화인민공화국의 역도 선수이다. 2012년 하계 올림픽 남자 라이트급에서 금메달을 획득했다.